# 杨桥村
杨桥村是中国浙江省台州市路桥区横街镇所辖的一个村。下辖8个村民小组，耕地585亩。统计用区划代码为331004104268。临近台州路桥机场。现任村党总支书记为罗永增。
2022年被评为年度浙江省善治（示范）村。

## 经济
2003年工农业总产值达亿元以上，村集体经济总收入80多万元。工业主要以节日灯、管道配件为主。

## 文化
村内有文化礼堂。村民自发开展九九重阳节敬老活动。建筑有罗适廉洁文化馆。

## 交通
公交333路可达杨桥村四甲站。